# Кортес, Хоакин
Хоаки́н Корте́с (исп. Joaquín Cortés, настоящее имя Хоакин Педраха Рейес, исп. Joaquín Pedraja Reyes; 22 февраля 1969 года) — танцор фламенко, хореограф, актёр. С конца 2006 года — посол цыган в Европейском союзе.
Известен также тем, что выступает против запрета слова Gypsy для обозначения цыган; вместо этой меры он предлагает работать над улучшением имиджа самого термина. Создатель Цыганского фонда в Испании.
Принадлежит к артистической цыганской династии Рейесов.

## Биография
Хоакин Кортес родился в цыганской семье в Кордове (Испания). Его отец — из североафриканских цыган-кале, которые среди испанских цыган имеют прозвище «мавры», а со стороны матери его отдалённые предки перекочевали из России.
Дядя Хоакина, Кристобаль Рейес, был байлаором (танцором фламенко), и в 12 лет под его влиянием Хоакин начал заниматься танцами.
Как раз в это время его мать нашла работу в Мадриде, куда в 1981 году и переехали Рейесы.
В 15 лет он был принят в труппу Национального балета Испании (исп. Ballet Nacional de España); уже в 18 лет он становится солистом и выступал в этом качестве на концертах труппы, проходивших во многих городах мира. Позднее, покинув в 1988 году труппу Национального балета, Кортес работал с такими мастерами, как Майя Плисецкая, Петер Шмальфусс и Сильви Гиллем.
В 1992 году Кортес создал свою собственную компанию «Балет фламенко Хоакина Кортеса» (исп. Joaquín Cortés Ballet Flamenco). В том же году он поставил шоу Cibayí, с которым компания выступала во Франции, Японии, Италии, Венесуэле и США. В 1995 году Кортес поставил своё второе шоу — Pasión Gitana («Цыганская страсть»); в том же году он дебютировал в кино, снявшись в фильме «Цветок моей тайны» режиссёра Педро Альмодовара.
В 1999 году ЮНЕСКО присудила Хоакину Кортесу почётное звание «артиста ЮНЕСКО во имя мира».
В 2000 году Кортес организовал кампанию «Stop Antigypsyism» («Стоп антицыганизм!»), а в конце 2006 года он по решению Европейского парламента стал вторым в истории послом цыган в Европейском союзе. В этом качестве он должен представлять в Европарламенте интересы около девяти миллионов цыган, проживающих на территории Евросоюза.
Посещал Россию со своими шоу в 2001, 2004 и 2007 году.
30 сентября 2008 года состоялся концерт Хоакина Кортеса в Москве, проходивший в Государственном Кремлёвском дворце.
6 апреля 2015 года Хоакин Кортес вновь выступил с концертом в Москве — на этот раз на сцене «Крокус Сити Холла», где он представил своё новое шоу Gitano («Цыган»). Во время интервью корреспонденту газеты «Metro Москва», данного незадолго до проведения концерта, Кортес на вопрос о том, чем для него является танец, ответил: «Это способ жить, чувствовать и общаться с миром».

## Личная жизнь
20 октября 2018 года у Кортеса и испанской модели Моники Морено родился  сын Ромео. 18 февраля 2021 года у пары родился второй сын Андреа Леоне.

## Список шоу, поставленных Кортесом
Хоакин Кортес выступил как постановщик ряда танцевальных шоу (в скобках указан год премьеры):
- Cibayí (1992)
- Pasión Gitana / Gipsy Passion (1995)
- Soul (1999)
- Live (2001)
- Amor y Odio (2004)
- Mi Soledad (2005)
- Calé (2009)
- Gitano (2014)

## Фильмография
- Цветок моей тайны (1995, мелодрама) — Антонио
- Фламенко (1995, документальный) — играет себя в эпизоде «Фаррука»
- Цыган (2000) — Андрес Эредия
- Ваниль и шоколад (2004, комедия, мелодрама) — Карлос